# Masterchef Danmark
Masterchef Danmark er et fjernsynsprogram, hvor der dystes i madlavning. Programmet er baseret på den originale britiske version af MasterChef. Den første episode blev sendt den 5. september 2011 på TV3.
Vinderne fra de første tre sæsoner medvirkede i Masterchef Danmark Allstars.

## Dommerne
- Henrik Yde-Andersen: Masterchef Sæson 1
- Henrik Boserup: Masterchef Sæson 3, Masterchef Parspecial og Masterchef Danmark Allstars
- Thomas Herman: Masterchef Sæson 1, Masterchef Sæson 2, Masterchef Danmarks Bedste Amatørkok, Masterchef Sæson 3, Masterchef Junior, Masterchef Parspecial og Masterchef Danmark Allstars
- Thomas Castberg: Masterchef Sæson 2, Masterchef Danmarks Bedste Amatørkok, Masterchef Junior, Masterchef Sæson 3, Masterchef Parspecial, Masterchef Jul, Masterchef Danmark Allstars, Masterchef Sæson 4, Masterchef MGP, Masterchef Grill, Masterchef Dommernes Duel, Masterchef Bag For En Sag, Masterchef Danmarks Største Madtalenter Sæson 1, Masterchef Mig Og Min Kok, Masterchef Jul Sæson 3, Masterchef Danmarks Største Madtalenter Sæson 2, Masterchef Danmarks Største Madtalenter Sæson 3, Masterchef Danmarks Største Madtalenter Sæson 4, Masterchef Jul Sæson 4, Masterchef Danmarks Største Madtalenter Sæson 5, Masterchef Jul Sæson 5, Masterchef Danmarks Største Madtalenter Sæson 6, Masterchef Jul Sæson 6 og Masterchef Danmarks Største Madtalenter Sæson 7, Masterchef Jul Sæson 7, Masterchef Danmarks Største Madtalenter Sæson 8, Masterchef De Unge Talenter Sæson 1, Masterchef Jul Sæson 8 og Masterchef Danmarks Største Madtalenter Sæson 9
- Anders Aagaard: Masterchef Sæson 1, Masterchef Sæson 2, Masterchef Danmarks Bedste Amatørkok, og Masterchef Junior
- Jakob Mielcke: Masterchef Jul, Masterchef Danmark Allstars, Masterchef Sæson 4, Masterchef MGP, Masterchef Dommernes Duel, Masterchef Bag For En Sag, Masterchef Danmarks Største Madtalenter Sæson 1, Masterchef Grill, Masterchef Mig Og Min Kok, Masterchef Junior, Masterchef Jul Sæson 3, Masterchef Danmarks Største Madtalenter Sæson 2, Masterchef Danmarks Største Madtalenter Sæson 3 og Masterchef Danmarks Største Madtalenter Sæson 4, Masterchef Jul Sæson 4, Masterchef Danmarks Største Madtalenter Sæson 5, Masterchef Danmarks Største Madtalenter Sæson 6, Masterchef Jul Sæson 6, Masterchef Danmarks Største Madtalenter Sæson 7 og Masterchef Jul Sæson 7, Masterchef Danmarks Største Madtalenter Sæson 8, Masterchef De Unge Talenter Sæson 1, Masterchef Jul Sæson 8 og Masterchef Danmarks Største Madtalenter Sæson 9
- David Johansen: Masterchef Jul, Masterchef Sæson 4, Masterchef MGP, Masterchef Dommernes Duel og Masterchef Grill
- Jesper Koch: Masterchef Danmarks Største Madtalenter Sæson 1, Masterchef Grill, Masterchef Mig Og Min Kok, Masterchef Danmarks Største Madtalenter Sæson 2, Masterchef Danmarks Største Madtalenter Sæson 3, Masterchef Danmarks Største Madtalenter Sæson 4, Masterchef Jul Sæson 4, Masterchef Danmarks Største Madtalenter Sæson 5, Masterchef Jul Sæson 5, Masterchef Danmarks Største Madtalenter Sæson 6, Masterchef Jul Sæson 6, Masterchef Danmarks Største Madtalenter Sæson 7 og Masterchef Jul Sæson 7, Masterchef Danmarks Største Madtalenter Sæson 8, Masterchef Jul Sæson 8 og Masterchef Danmarks Største Madtalenter Sæson 9
- Dak Wichangoen: Masterchef Danmarks Største Madtalenter Sæson 7, Masterchef Jul Sæson 7, Masterchef Danmarks Største Madtalenter Sæson 8, Masterchef De Unge Talenter Sæson 1, Masterchef Jul Sæson 8 og Masterchef Danmarks Største Madtalenter Sæson 9

## Masterchef deltagere, 1. sæson (2011)
- Dommere: Anders Aagaard, Thomas Herman og Henrik Yde-Andersen
- Vinder: Timm Vladimir
- Finalister: Dennis Knudsen og Thomas Madvig
- Antal afsnit: 55
- Antal deltagere: 18

Deltagere
* Peter Aalbæk Jensen valgte at forlade programmet selv.
** 6 deltagere får chancen for at komme videre til Masterchef kvartfinalen. Alexandre Willaume, Casper Elgaard, Maria Montell, Thomas Evers Poulsen, Inez Gavilanes og Mads Larsen.
| Navn                    | Beskæftigelse                                        | Ud                  |
| ----------------------- | ---------------------------------------------------- | ------------------- |
| Timm Vladimir           | Skuespiller, komiker, radiovært, tv-vært og fotograf | MASTERCHEF 2011     |
| Dennis Knudsen          | Frisør                                               | Finalen             |
| Thomas Madvig           | DJ                                                   | Finalen             |
| Thomas Evers Poulsen**  | Danser                                               | Semifinale runde 1  |
| Inez Gavilanes**        | Sangerinde                                           | Kvartfinale runde 2 |
| Mia Lyhne               | Skuespiller                                          | Kvartfinale runde 1 |
| Alexandre Willaume**    | Skuespiller                                          | Wildcard runde 2    |
| Mads Larsen**           | Bokser                                               | Wildcard runde 2    |
| Casper Elgaard**        | Racerkører                                           | Wildcard runde 1    |
| Maria Montell**         | Sangerinde                                           | Wildcard runde 1    |
| Inez Gavilanes          | Sangerinde                                           | Kvartfinale 2       |
| Neel Rønholt            | Skuespiller                                          | Kvartfinale 1       |
| Maria Montell           | Sangerinde                                           | Anden runde 3       |
| Lars Krogh Jeppesen     | Håndboldspiller                                      | Anden runde 2       |
| Alexandre Willaume      | Skuespiller                                          | Anden runde 1       |
| Thomas Evers Poulsen    | Danser                                               | Farezone runde 2    |
| Heidi Albertsen         | Model                                                | Farezone runde 2    |
| Peter Aalbæk Jensen*    | Filmproducent                                        | Farezone runde 1    |
| Troels Malling          | Skuespiller                                          | Indledende runde 6  |
| Mads Larsen             | Bokser                                               | Indledende runde 5  |
| Jeppe Nybroe            | Journalist                                           | Indledende runde 4  |
| Cath Danneskiold-Samsøe | Grevinde                                             | Indledende runde 3  |
| Casper Elgaard          | Racerkører                                           | Indledende runde 2  |
| Trine Appel             | Skuespiller                                          | Indledende runde 1  |

## Masterchef deltagere, 2. sæson (2012)
- Dommere: Thomas Castberg, Thomas Herman og Anders Aagaard
- Vinder: Søs Egelind
- Finalister: Charlotte Sachs Bostrup og Le Gammeltoft
- Antal afsnit: 36
- Antal deltagere: 34

Deltagere
| Navn                            | Beskæftigelse            | Ud                    |
| ------------------------------- | ------------------------ | --------------------- |
| Søs Egelind                     | Skuespillerinde          | MASTERCHEF 2012       |
| Charlotte Sachs Bostrup         | Filminstruktør           | Finalen               |
| Le Gammeltoft                   | DJ og radiovært          | Finalen               |
| Gitte Nielsen                   | Model og skuespillerinde | Semifinale runde 3    |
| Sebastian Aagaard-Williams**    | Sanger og skuespiller    | Semifinale runde 2    |
| Suriya Hoffmann                 | Sangerinde               | Semifinale runde 1    |
| Charlotte Guldberg              | Skuespiller              | Kvartfinale runde 3   |
| Peter Christensen               | Politiker                | Kvartfinale runde 3   |
| Sophie Fjellvang-Sølling        | Skiløber                 | Kvartfinale runde 2   |
| Steen Lund                      | Danser                   | Kvartfinale runde 1   |
| Joakim Ingversen*               | Skuespiller og tv-vært   | Kvartfinale runde 1   |
| Anne-Grethe Bjarup Riis         | Skuespiller              | Indledende runde 5    |
| Morten Lindberg (Master Fatman) | Sanger og DJ             | Indledende runde 5    |
| Joachim Knop                    | Sanger og skuespiller    | Indledende runde 5    |
| Jakob Sveistrup                 | Sanger                   | Indledende runde 5    |
| Annette Heick                   | Multikunstner            | Indledende runde 4    |
| Peter Reichhardt                | Skuespiller              | Indledende runde 4    |
| Henning Jacobsen                | Skuespiller              | Indledende runde 4    |
| Amanda Moltke-Leth              | Golfspiller              | Indledende runde 4    |
| Bill Holmberg                   | Koreograf                | Indledende runde 3    |
| Bettina Aller                   | Eventyrer og direktør    | Indledende runde 3    |
| Claus Elming                    | Studievært               | Indledende runde 3    |
| Sebastian Aagaard-Williams**    | Sanger og skuespiller    | Indledende runde 3    |
| Basim                           | Sanger                   | Indledende runde 2    |
| Farshad Kholghi                 | Skuespiller              | Indledende runde 2    |
| Claire Ross-Brown               | Skuespiller              | Indledende runde 2    |
| Sebastian Dorset                | Komiker og skribent      | Indledende runde 2    |
| Lars Jørgensen                  | Håndboldspiller          | Indledende runde 1    |
| Mascha Vang                     | Model og blogger         | Indledende runde 1    |
| Rudy Markussen                  | Bokser                   | Indledende runde 1    |
| Amin Jensen                     | Entertainer              | Indledende runde 1    |
| Lisa Aybike Kir                 | Model                    | Kvalifikationsrunde 4 |
| Claes Bang                      | Skuespiller              | Kvalifikationsrunde 3 |
| Thorkild Thyrring               | Tidligere racerkører     | Kvalifikationsrunde 2 |
| Dan Rachlin                     | DJ og radiovært          | Kvalifikationsrunde 1 |

* Joakim Ingversen forlod programmet på grund af sygdom.
** Sebastian Aagaard-Williams kom ind igen i kvartfinalen, som erstatning for Joakim Ingversen.

## Masterchef Danmarks Bedste Amatørkok deltagere, 1. sæson (2012)
- Dommere: Thomas Castberg, Thomas Herman og Anders Aagaard
- Vinder: Andreas Skovmand Agesen
- Finalister: Emilie og Josephine
- Antal afsnit: 8
- Antal deltagere: 36

Deltagere
| Navn                    | Beskæftigelse         | Alder | Ud                                        |
| ----------------------- | --------------------- | ----- | ----------------------------------------- |
| Andreas Skovmand Agesen | Ernæringsstuderende   | 25    | DANMARKS BEDSTE AMATØRKOK MASTERCHEF 2012 |
| Emilie                  | Pædagog               | 28    | Finalen                                   |
| Josephine               | Marketingskoordinator |       | Finalen                                   |
| Sebastian Randrup       | Gymnasieelev          | 19    | Ep 7                                      |
| Kristian (Teddy)        | Datologistuderende    |       | Ep 6                                      |
| Rikke                   | CBS studerende        | 25    | Ep 5                                      |
| Claus                   | Jægerpilot            |       | Ep 4                                      |
| Kasper                  | Business developer    | 29    | Ep 4                                      |
| Jesper                  | Automekaniker         | 31    | Ep 2                                      |
| Henrik                  | Formand               | 45    | Ep 2                                      |
| Klaus                   | Økonom                | 36    | Ep 2                                      |
| Hella                   | Sygeplejerske         | 38    | Ep 2                                      |

## Masterchef Junior deltagere, 1. sæson (2012)
- Dommere: Anders Aagaard og Thomas Herman
- Vinder: Søren
- Finalister: Silvia, August og Anna
- Antal afsnit: 4
- Antal deltagere: 10

Deltagere
| Navn   | Alder | Ud                     |
| ------ | ----- | ---------------------- |
| Søren  | 13    | JUNIOR MASTERCHEF 2012 |
| Silvia | 11    | Finalen                |
| August | 13    | Finalen                |
| Anna   | 12    | Finalen                |
| Oscar  | 11    | Ep 3                   |
| Marcus | 13    | Ep 3                   |
| Amelia | 12    | Ep 2                   |
| Simon  | 11    | Ep 2                   |
| Amy    | 13    | Ep 1                   |
| Shadi  | 13    | Ep 1                   |

## Masterchef Junior deltagere, 2. sæson (2012)
- Dommere: Anders Aagaard, Thomas Herman og Thomas Castberg
- Vinder: Valdemar Alfred Krog Hesselbjerg Jørgensen
- Finalister: Oscar M, Marie R og Selma
- Antal afsnit: 11
- Antal deltagere: 18

Deltagere
| Navn                                       | Alder | Fra            | Ud                     |
| ------------------------------------------ | ----- | -------------- | ---------------------- |
| Valdemar Alfred Krog Hesselbjerg Jørgensen | 13    | Rudkøbing      | JUNIOR MASTERCHEF 2012 |
| Oscar M.                                   | 13    | Brønshøj       | Finalen                |
| Marie R.                                   | 12    | Værløse        | Finalen                |
| Selma                                      | 12    | Farum          | Finalen                |
| Sofia                                      | 12    | Tureby         | Ep 10                  |
| Lukas                                      | 13    | Snekkersten    | Ep 9                   |
| Josephine                                  | 13    | Brønshøj       | Ep 9                   |
| Peter                                      | 13    | Ry             | Ep 7                   |
| Gry                                        | 13    | Randers        | Ep 6                   |
| Søs                                        | 13    | Odense         | Ep 6                   |
| Nicolai                                    | 12    | Charlottenlund | Ep 4                   |
| Jamil                                      | 13    | Odense         | Ep 4                   |
| Oskar V.                                   | 12    | Kastrup        | Ep 3                   |
| Kristoffer                                 | 13    | Charlottenlund | Ep 3                   |
| Marie L.                                   | 13    | Hillerød       | Ep 2                   |
| Freyja                                     | 11    | Vallensbæk     | Ep 2                   |
| Signe                                      | 10    | Middelfart     | Ep 1                   |
| Jonathan                                   | 11    | Solrød Strand  | Ep 1                   |

## Masterchef deltagere, 3. sæson (2013)
- Dommere: Thomas Castberg, Thomas Herman og Henrik Boserup
- Vinder: Jim Lyngvild
- Finalister: Julie Berthelsen og Rune RK
- Antal afsnit: 40
- Antal deltagere: 42

Deltagere
| Navn                      | Beskæftigelse                           | Ud                 |
| ------------------------- | --------------------------------------- | ------------------ |
| Jim Lyngvild              | Designer og forfatter                   | MASTERCHEF 2013    |
| Julie Berthelsen          | Sangerinde                              | Finalen            |
| Rune RK                   | DJ                                      | Finalen            |
| Therese Glahn             | Skuespillerinde                         | Ep 39              |
| Martin Veltz              | Komiker og radiovært                    | Ep 38              |
| Søren Fauli               | Filminstruktør og radiovært             | Ep 37              |
| Alexander Kølpin          | Instruktør og producer                  | Semifinale runde 2 |
| Nanna Schultz Christensen | Model og tv-vært                        | Semifinale runde 2 |
| Trine Gadeberg            | Skuespiller og sangerinde               | Semifinale runde 2 |
| Jonas Schmidt             | Komiker                                 | Semifinale runde 2 |
| Kristian Humaidan (UFO)   | Musiker                                 | Semifinale runde 1 |
| Ole Stephensen            | Journalist og tv-vært                   | Semifinale runde 1 |
| Christina Hembo           | Ur og smykkedesigner                    | Semifinale runde 1 |
| Michael Rasmussen         | Tidligere cykelrytter                   | Semifinale runde 1 |
| Sofie Linde Lauridsen     | Skuespiller og tv-vært                  | Indledende runde 7 |
| Lotte Heise               | Entertainer og forfatter                | Indledende runde 7 |
| Charlotte Bircow          | Foredragsholder og sundhedsekspert      | Indledende runde 7 |
| Jens Andersen             | Skuespiller                             | Indledende runde 7 |
| Søren Hauch-Fausbøll      | Skuespiller                             | Indledende runde 6 |
| Maria Erwolter            | Skuespillerinde                         | Indledende runde 6 |
| Mette Frobenius           | Komiker og foredragsholder              | Indledende runde 6 |
| Carsten Werge             | Fodboldkommentator                      | Indledende runde 6 |
| Rikke Hørlykke            | Tidligere håndboldspiller               | Indledende runde 5 |
| Jes Dorph Petersen        | Journalist og tv-vært                   | Indledende runde 5 |
| Barbara Zatler            | Model og skuespiller                    | Indledende runde 5 |
| Kenneth Carlsen           | Tidligere tennisspiller                 | Indledende runde 5 |
| Naser Khader              | Politiker og analytiker                 | Indledende runde 4 |
| Pia Allerslev             | Kultur og fritidsborgmester i København | Indledende runde 4 |
| Mich Hedin "Cutfather"    | Producer                                | Indledende runde 4 |
| Noam Halby                | Sanger og radiovært                     | Indledende runde 4 |
| Jens Blauenfeldt          | Journalist og tv-vært                   | Indledende runde 3 |
| Sarah Sofie Boussnina     | Skuespiller                             | Indledende runde 3 |
| Julie Bundgaard           | Radiovært                               | Indledende runde 3 |
| Thomas Wivel              | Komiker                                 | Indledende runde 3 |
| Michel Castenholt         | Skuespiller og studievært               | Indledende runde 2 |
| Anja Steensig             | Studievært                              | Indledende runde 2 |
| David Owe                 | Skuespiller og sanger                   | Indledende runde 2 |
| Mette Reissmann           | Politiker og tv-vært                    | Indledende runde 2 |
| Peter Palshøj             | Journalist og tv-vært                   | Indledende runde 1 |
| Karin Mortensen           | Tidligere håndboldspiller               | Indledende runde 1 |
| Julie Steinke             | Skuespillerinde                         | Indledende runde 1 |
| Sophie Løhde              | Politiker                               | Indledende runde 1 |

## Masterchef Parspecial deltagere, 1. sæson (2013)
- Dommere: Thomas Castberg, Henrik Boserup og Thomas Herman
- Vindere: Oliver Bjerrehus og Mattias Hundebøll
- Finalister: Kia Liv Fischer og Audrey Castaneda
- Antal afsnit: 4
- Antal deltagere: 10

Deltagere i uge 1
| Navn                                   | Beskæftigelse                   | Forhold  | Ud          |
| -------------------------------------- | ------------------------------- | -------- | ----------- |
| Oliver Bjerrehus og Mattias Hundebøll  | Model og tv-vært/sanger         | Venner   | VINDERPAR 1 |
| Kia Liv Fischer og Audrey Castaneda    | Skuespillerinde                 | Veninder | Finalen     |
| Lai Yde og Mie Moltke                  | Skuespiller og danser           | Ægtepar  | Ep 3        |
| Anna Louise Hassing og Peter Hellemann | Skuespillerinde og musiker      | Ægtepar  | Ep 2        |
| Jesper Skibby og Mette Røpke           | Tidligere cykelrytter og husmor | Ægtepar  | Ep 1        |

- Dommere: Thomas Castberg, Thomas Herman og Henrik Boserup
- Vindere: Simon Emil Ammitzbøll-Bille og Ellen Trane Nørby
- Finalister: Niels Christian Meyer (Bubber) og Christina Ibsen Meyer
- Antal afsnit: 4
- Antal deltagere: 10

Deltagere i uge 2
| Navn                                                    | Beskæftigelse                            | Forhold   | Ud          |
| ------------------------------------------------------- | ---------------------------------------- | --------- | ----------- |
| Simon Emil Ammitzbøll-Bille og Ellen Trane Nørby        | Politiker og politiker                   | Kollegaer | VINDERPAR 2 |
| Niels Christian Meyer (Bubber) og Christina Ibsen Meyer | Journalist og sangerinde/skuespillerinde | Ægtepar   | Finalen     |
| Claudia Rex og Patrick Wozniacki                        | Danser og fodboldspiller                 | Venner    | Ep 7        |
| Lars Rasmussen og Maibritt Strange Poulsen              | Tidligere håndboldspiller og sælger      | Kærester  | Ep 6        |
| Karsten Green og Michael Christiansen "Jøden"           | Komiker og rapper                        | Kollegaer | Ep 5        |

- Dommere: Thomas Castberg, Thomas Herman og Henrik Boserup
- Vindere: Benjamin Koppel og Marie Carmen Koppel
- Finalister: Camilla Gohs Miehe-Renard og Camilla Ottesen
- Antal afsnit: 4
- Antal deltagere: 10

Deltagere i uge 3
| Navn                                                | Beskæftigelse             | Forhold  | Ud          |
| --------------------------------------------------- | ------------------------- | -------- | ----------- |
| Benjamin Koppel og Marie Carmen Koppel              | Musiker og sangerinde     | Søskende | VINDERPAR 3 |
| Camilla Gohs Miehe-Renard og Camilla Ottesen        | Redaktionschef og tv-vært | Veninder | Finalen     |
| Malene Qvist og Bryan Rice                          | Sangerinde og sanger      | Venner   | Ep 11       |
| Christina Sederqvist og Sia Marie Helin Gudmundsson | Komiker og agronom        | Veninder | Ep 10       |
| Tim Schou og Kenny Aleksandr                        | Sanger og stylist         | Venner   | Ep 9        |

## Masterchef Allstars deltagere, 1. sæson (2014)
- Dommere: Thomas Castberg, Jakob Mielcke, Henrik Boserup og Thomas Herman
- Vinder: Timm Vladimir
- Finalister: Rune RK, Søs Egelind og Thomas Madvig
- Antal afsnit: 28
- Antal deltagere: 27

Deltagere
| Navn                            | Beskæftigelse                                        | Sæson                    | Ud                      |
| ------------------------------- | ---------------------------------------------------- | ------------------------ | ----------------------- |
| Timm Vladimir                   | Skuespiller, komiker, radiovært, tv-vært og fotograf | Vinder Sæson 1           | MASTERCHEF ALLSTAR 2014 |
| Rune RK                         | DJ og producer                                       | Finalen Sæson 3          | Finalen                 |
| Søs Egelind                     | Skuespillerinde                                      | Vinder Sæson 2           | Finalen                 |
| Thomas Madvig                   | DJ                                                   | Finalen Sæson 1          | Finalen                 |
| Jim Lyngvild                    | Designer og forfatter                                | Vinder Sæson 3           | Semifinale runde 2      |
| Søren Fauli                     | Filminstruktør                                       | Finalerunden Sæson 3     | Semifinale runde 2      |
| Alexander Kølpin                | Instruktør og producer                               | Semifinalen Sæson 3      | Semifinale runde 2      |
| Gitte Nielsen                   | Model og skuespillerinde                             | Finalen Sæson 2          | Semifinale runde 2      |
| Dennis Knudsen                  | Frisør                                               | Finalen Sæson 1          | Semifinale runde 1      |
| Julie Berthelsen                | Sangerinde                                           | Finalen Sæson 3          | Semifinale runde 1      |
| Thomas Evers Poulsen            | Danser                                               | Semifinalen Sæson 1      | Semifinale runde 1      |
| Le Gammeltoft                   | DJ og radiovært                                      | Finalen Sæson 2          | Semifinale runde 1      |
| Jens Blauenfeldt                | Journalist og forfatter                              | Indledende runde Sæson 3 | Indledende runde 4      |
| Heidi Albertsen                 | Model og skuespillerinde                             | Farezonen Sæson 1        | Indledende runde 4      |
| Inez Gavilanes                  | Sangerinde og radiovært                              | Kvartfinalen Sæson 1     | Indledende runde 4      |
| Farshad Kholgi                  | Skuespiller                                          | Indledende runde Sæson 2 | Indledende runde 4      |
| Mads Larsen                     | Tidligere bokser                                     | Wildcard runde Sæson 1   | Indledende runde 3      |
| Mascha Vang                     | Model og blogger                                     | Indledende runde Sæson 2 | Indledende runde 3      |
| Kristian Humaidan (UFO)         | Musiker                                              | Semifinalen Sæson 3      | Indledende runde 3      |
| Mia Lyhne                       | Skuespillerinde                                      | Kvartfinalen Sæson 1     | Indledende runde 2      |
| Therese Glahn                   | Skuespillerinde og danser                            | Finalen Sæson 3          | Indledende runde 2      |
| Morten Lindberg (Master Fatman) | DJ & guru                                            | Indledende runde Sæson 2 | Indledende runde 2      |
| Naser Khader                    | Politiker og analytiker                              | Indledende runde Sæson 3 | Indledende runde 2      |
| Jonas Schmidt                   | Komiker                                              | Semifinalen Sæson 3      | Indledende runde 1      |
| Bill Holmberg                   | Koreograf                                            | Indledende runde Sæson 2 | Indledende runde 1      |
| Ole Stephensen                  | Journalist og tv-vært                                | Semifinalen Sæson 3      | Indledende runde 1      |
| Cath Danneskiold-Samsøe         | Grevinde                                             | Indledende runde Sæson 1 | Indledende runde 1      |

## Masterchef Jul deltagere, 1. sæson (2013)
- Dommere: Thomas Castberg, Jakob Mielcke og David Johansen
- Vinder: Dennis Knudsen
- Finalister: Gertrud Thisted Højlund og Jonas Schmidt
- Antal afsnit: 16
- Antal deltagere: 18

Deltagere
| Navn                            | Beskæftigelse             | Ud                  |
| ------------------------------- | ------------------------- | ------------------- |
| Dennis Knudsen                  | Frisør                    | MASTERCHEF JUL 2013 |
| Gertrud Thisted Højlund         | Journalist                | Finalen             |
| Jonas Schmidt                   | Komiker                   | Finalen             |
| Bettina Aller                   | Formand                   | Ep 15               |
| Inez Gavilanes                  | Sangerinde                | Ep 14               |
| Marie Frank                     | Sangerinde                | Ep 13               |
| Ole Stephensen                  | Journalist                | Ep 12               |
| Thomas Madvig                   | DJ                        | Ep 11               |
| Karin Mortensen                 | Tidligere håndboldspiller | Ep 10               |
| Thorkild Thyrring               | Tidligere racerkører      | Ep 9                |
| Martin Veltz                    | Komiker                   | Ep 8                |
| Morten Lindberg (Master Fatman) | Sanger                    | Ep 7                |
| Anne Gadegaard                  | Sangerinde                | Ep 6                |
| Sophie Fjellvang-Sølling        | Skiløber                  | Ep 5                |
| Carla Mickelborg                | Skuespillerinde           | Ep 4                |
| Kirsten Siggaard                | Sangerinde                | Ep 3                |
| Kira Eggers                     | Model                     | Ep 2                |
| Bill Holmberg                   | Koreograf                 | Ep 1                |

## Masterchef deltagere, 4. sæson (2014)
- Dommere: Thomas Castberg, Jakob Mielcke og David Johansen
- Vinder: Julie Rugaard
- Finalister: Søren Gade og Signe Lindkvist
- Antal afsnit: 40
- Antal deltagere: 42

Deltagere
| Navn                        | Beskæftigelse                    | Ud                 |
| --------------------------- | -------------------------------- | ------------------ |
| Julie Rugaard               | Sangerinde og journalist         | MASTERCHEF 2014    |
| Søren Gade                  | Direktør i landbrug og fødevarer | Finalen            |
| Signe Lindkvist             | Skuespillerinde                  | Finalen            |
| Pato Siebenhaar             | Musiker                          | Ep 39              |
| Morten Remar                | Musiker                          | Ep 38              |
| Karen Ellemann              | Politiker                        | Ep 37              |
| Jette Torp                  | Sangerinde                       | Semifinale runde 2 |
| Trine Gregorius             | Journalist                       | Semifinale runde 2 |
| Peter Bo Bendixen           | Danser                           | Semifinale runde 2 |
| Anne Sofie Espersen         | Skuespillerinde                  | Semifinale runde 2 |
| Simon Emil Ammitzbøll-Bille | Politiker                        | Semifinale runde 1 |
| Jacob Riising               | Skuespiller og tv-vært           | Semifinale runde 1 |
| Sara Kaae                   | Jurist                           | Semifinale runde 1 |
| Barbara Rothenborg          | Filminstruktør                   | Semifinale runde 1 |
| Morten Helveg Petersen      | Politiker                        | Indledende runde 7 |
| Michael Olesen              | Danser                           | Indledende runde 7 |
| Halfdan E                   | Filmkomponist                    | Indledende runde 7 |
| Rasmine Laudrup             | Springrytter                     | Indledende runde 7 |
| Morten Angelo               | Reklamedirektør                  | Indledende runde 6 |
| Mette Vestergaard           | Tidligere håndboldspiller        | Indledende runde 6 |
| Lars Bom                    | Skuespiller                      | Indledende runde 6 |
| Christina Bjørn             | Skuespillerinde og tv-vært       | Indledende runde 6 |
| Ditte Okman                 | Radiovært                        | Indledende runde 5 |
| Lasse Spang Olsen           | Stuntman                         | Indledende runde 5 |
| Pelle Emil Hebsgaard        | Skuespiller                      | Indledende runde 5 |
| Thomas Bense                | Iværksætter og tv-vært           | Indledende runde 5 |
| Pernille Schrøder           | Skuespillerinde                  | Indledende runde 4 |
| Peter Oliver Hansen         | Skuespiller                      | Indledende runde 4 |
| Pusle Helmuth               | Skuespillerinde                  | Indledende runde 4 |
| Kristine Yde                | Skuespillerinde                  | Indledende runde 4 |
| Christopher Læssø           | Skuespiller                      | Indledende runde 3 |
| Rosa Lux                    | DJ og musikproducer              | Indledende runde 3 |
| Johannes Nymark             | Skuespiller og danser            | Indledende runde 3 |
| Mette Bloch                 | Roer og foredragsholder          | Indledende runde 3 |
| Jan Rørdam                  | Musiker                          | Indledende runde 2 |
| Marie Louise Wille          | Skuespillerinde                  | Indledende runde 2 |
| Thomas Villum Jensen        | Filminstruktør og skuespiller    | Indledende runde 2 |
| Lotte Thor Høgsberg         | Journalist                       | Indledende runde 2 |
| Karl Bille                  | Skuespiller og musiker           | Indledende runde 1 |
| Nastja Arcel                | Skuespillerinde                  | Indledende runde 1 |
| Benedikte Utzon             | Designchef                       | Indledende runde 1 |
| Silas Holst                 | Skuespiller og danser            | Indledende runde 1 |

## Masterchef MGP deltagere, 1. sæson (2014)
- Dommere: Thomas Castberg, Jakob Mielcke og David Johansen
- Vindere: Peter Andersen og Kat Stephie Holst
- Finalister: Jørgen Olsen (musiker) og Niels Olsen (musiker)
- Antal afsnit: 4
- Antal deltagere: 10

Deltagere
| Navn                                            | Beskæftigelse            | Ud                  |
| ----------------------------------------------- | ------------------------ | ------------------- |
| Peter Andersen og Kat Stephie Holst             | Sanger og sangerinde     | MGP MASTERCHEF 2014 |
| Jørgen Olsen (musiker) og Niels Olsen (musiker) | Sanger og sanger         | Finalen             |
| Tim Schou og Gry Meilstrup                      | Sanger og sangerinde     | Ep 3                |
| Kirsten Siggaard og Tomas Thordarson            | Sangerinde og sanger     | Ep 2                |
| Lotte Fedor og Anne Herdorf                     | Sangerinde og sangerinde | Ep 1                |

## Masterchef Grill deltagere, 1. sæson (2014)
- Dommere: Thomas Castberg, Jakob Mielcke og David Johansen
- Vinder: Trine Gadeberg
- Finalister: Amin Jensen og Rudy Markussen
- Antal afsnit: 16
- Antal deltagere: 18

Deltagere
| Navn                   | Beskæftigelse             | Ud                    |
| ---------------------- | ------------------------- | --------------------- |
| Trine Gadeberg         | Skuespillerinde           | GRILL MASTERCHEF 2014 |
| Amin Jensen            | Entertainer               | Finalen               |
| Rudy Markussen         | Tidligere bokser          | Finalen               |
| Pia Allerslev          | Politiker                 | Ep 15                 |
| Sophie Løhde           | Politiker                 | Ep 14                 |
| Marie Carmen Koppel    | Sangerinde                | Ep 13                 |
| Michael Rasmussen      | Tidligere cykelrytter     | Ep 12                 |
| Rikke Hørlykke         | Tidligere håndboldspiller | Ep 11                 |
| Jens Andersen          | Skuespiller               | Ep 10                 |
| Julie Bundgaard        | Radiovært                 | Ep 9                  |
| Kenny Aleksandr        | Stylist                   | Ep 8                  |
| Mette Reissmann        | Politiker                 | Ep 7                  |
| Henning Jacobsen       | Skuespiller               | Ep 6                  |
| Joachim Knop           | Sanger og skuespiller     | Ep 5                  |
| Mattias Hundebøll      | Sanger                    | Ep 4                  |
| Anja Steensig Holmbäck | Studievært                | Ep 3                  |
| Kia Liv Fischer        | Skuespillerinde           | Ep 2                  |
| Casper Elgaard         | Racerkører                | Ep 1                  |

## Masterchef Dommernes Duel deltagere, 1. sæson (2014)
- Dommere: Thomas Castberg, Jakob Mielcke og David Johansen
- Vinder: Gertrud Thisted Højlund
- Finalister: Emil Thorup og Pernille Rahbek
- Antal afsnit: 16
- Antal deltagere: 18

Deltagere
| Navn                    | Beskæftigelse                 | Dommer          | Ud                             |
| ----------------------- | ----------------------------- | --------------- | ------------------------------ |
| Gertrud Thisted Højlund | Journalist                    | Jakob Mielcke   | DOMMERNES DUEL MASTERCHEF 2014 |
| Emil Thorup             | Radiovært                     | Thomas Castberg | Finalen                        |
| Pernille Rahbek         | Iværksætter                   | Thomas Castberg | Finalen                        |
| Frederikke Aagaard      | Arkitekt                      | David Johansen  | Ep 15                          |
| Thomas Villum Jensen    | Filminstruktør og skuespiller | Jakob Mielcke   | Ep 14                          |
| Benjamin Koppel         | Musiker                       | David Johansen  | Ep 13                          |
| Adam Duvå Hall          | Radiovært                     | Jakob Mielcke   | Ep 12                          |
| Lotte Reimar            | Skribent                      | Jakob Mielcke   | Ep 11                          |
| Johannes Nymark         | Skuespiller og sanger         | Jakob Mielcke   | Ep 10                          |
| Josephine Bergsøe       | Guldsmed                      | Jakob Mielcke   | Ep 9                           |
| Pernille Højmark        | Sangerinde og skuespillerinde | David Johansen  | Ep 8                           |
| Kristian von Hornsleth  | Kunstner                      | David Johansen  | Ep 7                           |
| Nicoline Toft           | DJ og model                   | David Johansen  | Ep 6                           |
| Lai Yde                 | Skuespiller                   | David Johansen  | Ep 5                           |
| Audrey Castaneda        | Skuespillerinde               | Thomas Castberg | Ep 4                           |
| Lars Krogh Jeppesen     | Tidligere håndboldspiller     | Thomas Castberg | Ep 3                           |
| Ole Kibsgaard           | Musiker                       | Thomas Castberg | Ep 2                           |
| Marie Frank             | Sangerinde                    | Thomas Castberg | Ep 1                           |

## Masterchef Jul deltagere, 2. sæson (2014)
- Dommere: Thomas Castberg, Jakob Mielcke og David Johansen
- Vinder: Anne Sofie Espersen
- Finalister: Ann Hjort og Bjørn Fjæstad
- Antal afsnit: 11
- Antal deltagere: 14

Deltagere
| Navn                     | Beskæftigelse   | Ud                  |
| ------------------------ | --------------- | ------------------- |
| Anne Sofie Espersen      | Skuespillerinde | MASTERCHEF JUL 2014 |
| Ann Hjort                | Skuespillerinde | Finalen             |
| Bjørn Fjæstad            | Skuespiller     | Finalen             |
| Jan Linnebjerg           | Skuespiller     | Ep 10               |
| Lars Bom                 | Skuespiller     | Ep 9                |
| Pernille Kaae Høier      | Skuespillerinde | Ep 8                |
| Louise Fribo             | Skuespillerinde | Ep 8                |
| Roger Matthisen          | Skuespiller     | Ep 7                |
| Birgitte Simonsen        | Skuespillerinde | Ep 6                |
| Hanne Stensgaard         | Skuespillerinde | Ep 5                |
| Jacob Weble              | Skuespiller     | Ep 4                |
| Sarah Juel Werner        | Skuespillerinde | Ep 3                |
| Torben Zeller            | Skuespiller     | Ep 2                |
| Christiane Bjørg Nielsen | Skuespillerinde | Ep 1                |

## Masterchef Bag For En Sag deltagere, 1. sæson (2014)
- Dommere: Thomas Castberg og Jakob Mielcke
- Vindere: Anja Steensig Holmbäck og Villads Holmbäck
- Finalister: Camilla Ottesen og Viola Ottesen Hedme
- Antal afsnit: 4
- Antal deltagere: 10

Deltagere
| Navn                                       | Beskæftigelse | Ud                             |
| ------------------------------------------ | ------------- | ------------------------------ |
| Anja Steensig Holmbäck og Villads Holmbäck | Studievært    | BAG FOR EN SAG MASTERCHEF 2014 |
| Camilla Ottesen og Viola Ottesen Hedme     | Studievært    | Finalen                        |
| Maise Njor og Cornelia Njor                | Journalist    | Ep 3                           |
| Peter Bo Bendixen og Ophelia Bendixen      | Danser        | Ep 2                           |
| Marie Carmen Koppel og Celeste Koppel      | Sangerinde    | Ep 1                           |

## Masterchef Danmarks Største Madtalenter deltagere, 1. sæson (2015)
- Dommere: Thomas Castberg, Jakob Mielcke og Jesper Koch
- Vinder: Anders Halskov-Jensen
- Finalister: Mads Cortsen og Jason Valentin Christensen
- Antal afsnit: 28
- Antal deltagere: 34

Deltagere
| Navn                       | Alder | Fra            | Ud              |
| -------------------------- | ----- | -------------- | --------------- |
| Anders Halskov-Jensen      | 47    | Roskilde       | MASTERCHEF 2015 |
| Mads Cortsen               | 18    | Skørping       | Finalen         |
| Jason Valentin Christensen | 29    | Vanløse        | Finalen         |
| Mads Frydendahl            | 21    | København      | Ep 27           |
| Mikkel Nielsen             | 35    | Kastrup        | Ep 25           |
| Laila Celikkol             | 38    | Brøndby        | Ep 25           |
| Michael Eælbeck            | 32    | Ikast          | Ep 24           |
| Thomas Alcayaga            | 32    | København      | Ep 22           |
| Veronica Mælkinne          | 19    | København      | Ep 21           |
| Stephanie S. Alemanno      | 23    | Aarhus         | Ep 20           |
| Kasper Stull Jensen        | 28    | Aarhus         | Ep 18           |
| Kristian Stull Jensen      | 28    | Aarhus         | Ep 17           |
| Jonathan Bjørn Rasmussen   | 25    | København      | Ep 16           |
| David Rossell              | 35    | København      | Ep 15           |
| Michella Kjertssen         | 31    | Bagsværd       | Ep 14           |
| Carlos Lima                | 39    | København      | Ep 13           |
| Chris Kjær                 | 23    | Horsens        | Ep 12           |
| Michael Petersen           | 30    | København      | Ep 11           |
| Janie                      | 51    | Aarhus         | Ep 10           |
| Sanida                     | 25    | Vanløse        | Ep 9            |
| Thomas Lauridsen           | 42    | Greve          | Ep 8            |
| Jakob Nuspall              | 38    | Aarhus         | Ep 7            |
| Christian Svendsen         | 42    | Randers        | Ep 6            |
| Karsten Meckle             | 66    | Lejre          | Ep 5            |
| Thomas Espen               | 48    | Lejre          | Ep 4            |
| Sofie Wulff Kampmann       | 18    | Charlottenlund | Ep 4            |
| Mary                       | 38    | Brønshøj       | Ep 4            |
| Nicolai                    | 22    | Aarhus         | Ep 4            |
| Maria Nielsen              | 24    | København      | Ep 4            |
| Mads Anners                | 28    | Hammel         | Ep 3            |
| Christian Nielsen          | 19    | Aarhus         | Ep 3            |
| Adriana Pætcup             | 29    | København      | Ep 3            |
| Mia Ejulkulpsen            | 43    | Frederiksberg  | Ep 3            |
| Magnus Kjellsen            | 27    | København      | Ep 3            |

## Masterchef Grill deltagere, 2. sæson (2015)
- Dommere: Thomas Castberg, Jakob Mielcke og Jesper Koch
- Vinder: Julie Rugaard
- Finalister: Anne Kejser og Jeanne Boel
- Antal afsnit: 12
- Antal deltagere: 12

Deltagere
| Navn                     | Beskæftigelse             | Ud                    |
| ------------------------ | ------------------------- | --------------------- |
| Julie Rugaard            | Sangerinde og journalist  | GRILL MASTERCHEF 2015 |
| Anne Kejser              | Radiovært                 | Finalen               |
| Jeanne Boel              | Skuespillerinde           | Finalen               |
| Peter Oliver Hansen      | Skuespiller               | Ep 12                 |
| Abdel Aziz Mahmoud       | Journalist                | Ep 10                 |
| Rasmus Søndergaard       | Skuespiller               | Ep 9                  |
| Morten Helveg Petersen   | Politiker                 | Ep 8                  |
| Pato Siebenhaar          | Musiker                   | Ep 6                  |
| Mikkel Schrøder Uldal    | Entertainer               | Ep 5                  |
| Mette Vestergaard Larsen | Tidligere håndboldspiller | Ep 3                  |
| Ditte Okman              | Journalist                | Ep 2                  |
| Pusle Helmuth            | Skuespillerinde           | Ep 1                  |

## Masterchef Mig Og Min Kok deltagere, 1. sæson (2015)
- Dommere: Thomas Castberg, Jakob Mielcke og Jesper Koch
- Vindere: René Dif og Umut Ra Sakarya
- Finalister: Johanne Algren, Casper Sobczyk, Rolf Sørensen og Jesper Knudsen
- Antal afsnit: 12
- Antal deltagere: 12

Deltagere
| Navn                                              | Beskæftigelse                      | Ud                             |
| ------------------------------------------------- | ---------------------------------- | ------------------------------ |
| René Dif og Umut Ra Sakarya                       | Sanger og kok                      | MIG OG MIN KOK MASTERCHEF 2015 |
| Johanne Algren og Casper Sobczyk                  | Radiovært og kok                   | Finalen                        |
| Rolf Sørensen og Jesper Knudsen                   | Tidligere cykelrytter og kok       | Finalen                        |
| Søren Dahl (radiovært) og Kristina Korsgaard Wolf | Radiovært og kok                   | Ep 11                          |
| Jakob Kjeldbjerg og Line Storm Hansen             | Tidligere fodboldspiller og kok    | Ep 10                          |
| Mie Skov og Patrick Godborg                       | Tidligere bordtennisspiller og kok | Ep 9                           |
| Ellie Jokar og Daniel Bonvang                     | Skuespillerinde og kok             | Ep 8                           |
| Mek Pek og Claus Jørgensen                        | Musiker og kok                     | Ep 6                           |
| Jesper Lohmann og Stine Kvist                     | Skuespiller og kok                 | Ep 5                           |
| Trine Panum Kjeldsen og Rasmus Bang Vognsen       | Journalist og kok                  | Ep 4                           |
| Anne Bech og Søren Klinsmann                      | Forfatter og kok                   | Ep 2                           |
| Chapper og Morten Rasmussen                       | Studievært og kok                  | Ep 1                           |

## Masterchef Junior deltagere, 3. sæson (2015)
- Dommere: Thomas Castberg og Jakob Mielcke
- Vinder: Marcus Busk Elmegaard
- Finalister: Sofia Langhoff Stefanini og Mads Hald Lundby
- Antal afsnit: 8
- Antal deltagere: 14

Deltagere
| Navn                        | Alder | Fra            | Ud                     |
| --------------------------- | ----- | -------------- | ---------------------- |
| Marcus Busk Elmegaard       | 15    | Dragør         | JUNIOR MASTERCHEF 2015 |
| Sofia Langhoff Stefanini    | 11    | Sydals         | Finalen                |
| Mads Hald Lundby            | 14    | Fredensborg    | Finalen                |
| Petra Fennefoss Vollersten  | 13    | Aarhus         | Ep 7                   |
| Jean-Victor Bendixen-Fernex | 13    | Hellerup       | Ep 6                   |
| Ida Dybdahl Essendrop       | 10    | Karrebæksminde | Ep 5                   |
| Kaare Wendelboe             | 12    | Bagsværd       | Ep 4                   |
| Mia Persson                 | 14    | Hørsholm       | Ep 4                   |
| Gretha Friis Del Duca       | 12    | København NV   | Ep 3                   |
| Marie Krøll                 | 11    | Haslev         | Ep 3                   |
| Buster                      | 12    |                | Ep 2                   |
| Freja                       | 14    |                | Ep 2                   |
| Ida P                       | 11    |                | Ep 1                   |
| Nikolaj                     | 14    |                | Ep 1                   |

## Masterchef Jul deltagere, 3. sæson (2015)
- Dommere: Thomas Castberg og Jakob Mielcke
- Vinder: Kasper Skjød Jensen
- Finalister: Anders Halskov-Jensen og Mikkel Nielsen
- Antal afsnit: 8
- Antal deltagere: 10

Deltagere
| Navn                       | Beskæftigelse   | Fra         | Ud                  |
| -------------------------- | --------------- | ----------- | ------------------- |
| Kasper Skjød Jensen        | Erhvervsjurist  | Aarhus C    | MASTERCHEF JUL 2015 |
| Anders Halskov-Jensen      | Flyveleder      | Roskilde    | Finalen             |
| Mikkel Nielsen             | Konceptudvikler |             | Finalen             |
| Thomas Alcayaga            | Blogger         | København   | Ep 7                |
| Laila Celikkol             | Sælger          | Brøndby     | Ep 6                |
| Kristian Skjød Jensen      | Restauratør     | Aarhus      | Ep 5                |
| Stephanie Staube Alemanno  |                 | Herning     | Ep 4                |
| Jason Valentin Christensen |                 | Vanløse     | Ep 3                |
| Veronica Freddin Magnani   |                 | København K | Ep 2                |
| Michael Elbæk              | Sælger          | Ikast       | Ep 1                |

## Masterchef Danmarks Største Madtalenter deltagere, 2. sæson (2016)
- Dommere: Thomas Castberg, Jakob Mielcke og Jesper Koch
- Vinder: Karoline Trier
- Finalister: Laura Sahl og Rasmus Palsgård Bertelsen
- Antal afsnit: 44
- Antal deltagere: 40

Deltagere
| Navn                      | Fra           | Ud              |
| ------------------------- | ------------- | --------------- |
| Karoline Trier            | København     | MASTERCHEF 2016 |
| Laura Sahl                | Aalborg       | Finalen         |
| Rasmus Palsgård Bertelsen | København     | Finalen         |
| Rasmus Schou              | København     | Ep 43           |
| Eigil Horn                | Aarhus N      | Ep 42           |
| Steffen Evald             | Odense        | Ep 41           |
| Camilla Lawes             | Hellerup      | Ep 40           |
| Ann Manggaard             | Højbjerg      | Ep 38           |
| Malte Weis                | Valby         | Ep 32, 37       |
| Sebastian Randrup         | København     | Ep 36           |
| Stine Bødker              | København     | Ep 34           |
| Jesper Truelsen           | Brande        | Ep 33           |
| Nikolaj Tranekær          | Viborg        | Ep 31           |
| Lars Jakobsen Høj         | Gentofte      | Ep 30           |
| Sanne Kragh               | Glostrup      | Ep 29           |
| Morten Sylvest            | Frederiksberg | Ep 29           |
| Anne Bisgaard Christensen | Langå         | Ep 28           |
| Jan Wessel                | Virum         | Ep 26           |
| Tanja Tove Thomsen        | Holeby        | Ep 25           |
| Jakob Egelund Rasmussen   | København     | Ep 25           |
| Mads Frank Andersen       | Hammel        | Ep 24           |
| Jan Jacobsen              | Tvid          | Ep 23           |
| Sinne Kold                | Hvidovre      | Ep 22           |
| Martin Svendsen           | Hasselager    | Ep 21           |
| Patrick Nielsen           | Vadum         | Ep 20           |
| Fadi Morad                | København     | Ep 19           |
| Niklas Roar               | København V   | Ep 18           |
| Daniel Kawa               | Tune          | Ep 17           |
| Christian Enoch           | Mariager      | Ep 16           |
| Claus Christoffersen      | Virum         | Ep 15           |
| Kasper Magh Otto          | Valby         | Ep 14           |
| Karl Georg Gudfinnson     | Nors          | Ep 13           |
| Simon Schack Kinnari      | Horsens       | Ep 12           |
| Martin Jørgensen Jensen   | Sorø          | Ep 11           |
| Michael Elleby            | Rønne         | Ep 10           |
| Simon Andsbjerg           | Aarhus C      | Ep 9            |
| Maria Nielsen             | Roskilde      | Ep 8            |
| Teddy Sørensen-Boll       | Aarhus C      | Ep 7            |
| Christian Holten Havemann | Hørsholm      | Ep 6            |
| Mel Froesch               | Brønshøj      | Ep 5            |

## Masterchef Danmarks Største Madtalenter deltagere, 3. sæson (2017)
- Dommere: Thomas Castberg, Jakob Mielcke og Jesper Koch
- Vinder: Michael Oxvang
- Finalister: Leon Sámalsson og Michael Christensen
- Antal afsnit: 48
- Antal deltagere: 36

Deltagere
| Navn                               | Alder | Fra           | Ud              |
| ---------------------------------- | ----- | ------------- | --------------- |
| Michael Oxvang                     | 34    | Fredensborg   | MASTERCHEF 2017 |
| Leon Sámalsson                     | 36    | Kastrup       | Finalen         |
| Michael Christensen                | 29    | Aarhus        | Finalen         |
| Anna Sand                          | 29    | Brønshøj      | Ep 40, 47       |
| Simon Finderup Andersen            | 28    | Vig           | Ep 45           |
| Anne-Sofie Tellerup                | 27    | København     | Ep 44           |
| Ole Madsen                         | 42    | Aarhus        | Ep 42           |
| Janus Miller von Platen-Hallermund | 28    | København     | Ep 38           |
| Thomas Clausen                     | 37    | København     | Ep 37           |
| Johanne Hvelplund                  | 25    | København     | Ep 36           |
| Andreas Dalsgaard                  | 24    | København     | Ep 34           |
| Alexandra Panowski                 | 31    | København     | Ep 33           |
| Malene Svalling                    | 26    | Skovlunde     | Ep 32           |
| Frederikke Grove                   | 19    | Brædstrup     | Ep 29           |
| Mikkel Kirkeby Stellander          | 32    | Dalby Huse    | Ep 28           |
| Anette Vainer                      | 47    | Gentofte      | Ep 25           |
| Dariosh Pour                       | 56    | Aalborg       | Ep 24           |
| Charlotte Schaml                   | 55    | København     | Ep 23           |
| Peter Frisk                        | 41    | Kolding       | Ep 22           |
| Jieqi 'Jay' Wang                   | 27    | København     | Ep 21           |
| Linda Kruse Jensen                 | 28    | Brønshøj      | Ep 20           |
| Martin Brylle Søgård Olsen         | 32    | Kastrup       | Ep 19           |
| Alberte Sander                     | 21    | København     | Ep 18           |
| Delta Khan                         | 40    | Agedrup       | Ep 17           |
| Steen Damkier                      | 41    | Allerød       | Ep 16           |
| Trine Woetmann                     | 26    | Kjellerup     | Ep 15           |
| Jannik Wille                       | 32    | Frederiksberg | Ep 14           |
| Bo Trusbak                         | 47    | Tureby        | Ep 13           |
| Camilla Overgaard                  | 24    | Herlev        | Ep 12           |
| Frederik Sundberg                  | 26    | Frederiksberg | Ep 11           |
| Alexander Bind                     | 26    | København     | Ep 10           |
| Benjamin Kawamura                  | 42    | København     | Ep 9            |
| Mikael Hostrup                     | 28    | København     | Ep 8            |
| Thomas Niclasen                    | 38    | Dragør        | Ep 7            |
| Julie Jepsen                       | 24    | Hobro         | Ep 6            |
| Jesper Kondo                       | 38    | Tisvildeleje  | Ep 5            |

## Masterchef Danmarks Største Madtalenter deltagere, 4. sæson (2018)
- Dommere: Thomas Castberg, Jakob Mielcke og Jesper Koch
- Vinder: Mette Spanget De Linde
- Finalister: Helle Raun Oddershede og Githa Bennorth
- Antal afsnit: 56
- Antal deltagere: 41

Deltagere
| Navn                            | Alder | Fra            | Ud              |
| ------------------------------- | ----- | -------------- | --------------- |
| Mette Spanget De Linde          | 30    | Skødstrup      | MASTERCHEF 2018 |
| Helle Raun Oddershede           | 54    | Odense         | Finalen         |
| Githa Bennorth                  | 50    | Skovlunde      | Finalen         |
| Anne Louise Laugesen            | 38    | Valby          | Ep 55           |
| Mille Astrup                    | 26    | København      | Ep 54           |
| Maria Skov                      | 24    | Næstved        | Ep 53           |
| Thea Rørvold                    | 25    | Hvidovre       | Ep 52           |
| Laura Glavind                   | 29    | København      | Ep 50           |
| Morten Lass                     | 40    | Humlebæk       | Ep 49           |
| Stine Larsen                    | 31    | København      | Ep 48           |
| Camille Maja Christensen        | 24    | København      | Ep 46           |
| Emma Absolon                    | 21    | Rønde          | Ep 45           |
| Mette Jepsen                    | 27    | Aarhus         | Ep 44           |
| Torben Brander                  | 50    | Brovst         | Ep 42           |
| Regina Jørgensen                | 28    | Rødekro        | Ep 40           |
| Tobias Olsen                    | 27    | København      | Ep 38           |
| Jacob Harms                     | 38    | Aarhus         | Ep 34           |
| Andreas Qwist Fenger            | 30    | København      | Ep 33           |
| Emil Smith Nielsen              | 26    | København      | Ep 32           |
| Michael Soelberg                | 29    | Brønshøj       | Ep 30           |
| Nina Møller Thagesen            | 24    | København      | Ep 29           |
| Anders Nebelong Vidiendal Olsen | 39    | Brønshøj       | Ep 28           |
| Benjamin Lazrak                 | 24    | Stenløse       | Ep 26           |
| Anni Fogtmann                   | 26    | Mesinge        | Ep 25           |
| Karen Jessing                   | 27    | København      | Ep 24           |
| Jette Bøgh Christoffersen       | 48    | Dianalund      | Ep 22           |
| Ulrik Groth Spangberg           | 27    | Viby           | Ep 21           |
| Annika Bach                     | 31    | Horsens        | Ep 20           |
| Henriette Søvind                | 46    | Nørresundby    | Ep 18           |
| Jørgen Kolling                  | 53    | København      | Ep 17           |
| Gitte Markussen                 | 47    | Ølstykke       | Ep 16           |
| Bjarke Nielsen                  | 28    | København      | Ep 14           |
| Casper Madsen                   | 32    | Aalborg        | Ep 13           |
| Per Andersen                    | 55    | Brøndby Strand | Ep 12           |
| Julie Krog                      | 22    | København      | Ep 10           |
| Mads Krogh Hansen               | 18    | Rønne          | Ep 9            |
| Rasmus Barfoed-Høj              | 39    | København      | Trak sig        |
| Henrik Gjerulff Jensen          | 45    | Kongens Lyngby | Ep 8            |
| Heine Jeppesen                  | 33    | København      | Ep 7            |
| Simon Urup                      | 25    | Aarhus         | Ep 6            |
| Chris Rasmussen                 | 30    | København      | Ep 5            |

## Masterchef Jul deltagere, 4. sæson (2018)
- Dommere: Thomas Castberg, Jakob Mielcke og Jesper Koch
- Vinder: Laura Sahl
- Finalister: Leon Sámalsson og Helle Raun Oddershede
- Antal afsnit: 12
- Antal deltagere: 12

Deltagere
| Navn                      | Alder | Fra       | Ud                  |
| ------------------------- | ----- | --------- | ------------------- |
| Laura Sahl                | 23    | Aalborg   | MASTERCHEF JUL 2018 |
| Leon Sámalsson            | 36    | Kastrup   | Finalen             |
| Helle Raun Oddershede     | 54    | Odense    | Finalen             |
| Mette Spanget De Linde    | 30    | Skødstrup | Ep 11               |
| Githa Bennorth            | 50    | Skovlunde | Ep 10               |
| Ole Madsen                | 42    | Aarhus    | Ep 9                |
| Anna Sand                 | 29    | Brønshøj  | Ep 8                |
| Morten Lass               | 40    | Humlebæk  | Ep 7                |
| Maria Skov                | 24    | Næstved   | Ep 5                |
| Anne-Sofie Tellerup       | 27    | København | Ep 4                |
| Rasmus Palsgård Bertelsen |       | København | Ep 1                |
| Rasmus Schou              |       | København | Trak sig            |

## Masterchef Danmarks Største Madtalenter deltagere, 5. sæson (2019)
- Dommere: Thomas Castberg, Jakob Mielcke og Jesper Koch
- Vinder: Jacob Lionett
- Finalister: Danni Rask og Julia Ring Olsen
- Antal afsnit: 56
- Antal deltagere: 46

Deltagere
| Navn                       | Alder | Fra            | Ud                     |
| -------------------------- | ----- | -------------- | ---------------------- |
| Jacob Lionett              | 34    | Randers        | Ep 35, MASTERCHEF 2019 |
| Danni Rask                 | 31    | Odense         | Finalen                |
| Julia Ring Olsen           | 25    | København      | Finalen                |
| Stephanie Vedel            | 30    | Frederiksberg  | Ep 55                  |
| Elisabeth Nielsen          | 41    | Thisted        | Ep 54                  |
| Henrik Melgaard            | 45    | Skødstrup      | Ep 53                  |
| Catharina Maria Nordlien   | 30    | Risskov        | Ep 52                  |
| Jeanette Sørensen          | 44    | Vejle          | Ep 50                  |
| Kenneth Wilhjelm           | 51    | Kollerød       | Ep 49                  |
| Nicolai Metner             | 36    | Roslev         | Ep 48                  |
| Annie Alinas               | 29    | Frederiksberg  | Ep 46                  |
| André Kristensen           | 23    | København      | Ep 45                  |
| Kasper Kølbæk              | 26    | Aarhus V       | Ep 44                  |
| Patricia Willumsen         | 27    | Hørsholm       | Ep 28, 42              |
| Rebekka Mikkelsen          | 25    | København      | Ep 40                  |
| Karsten Ellehauge Bech     | 37    | Hobro          | Ep 38                  |
| Jesper Lehmann             | 42    | København      | Ep 33, 36              |
| Torben Bjerregaard Jensen  | 52    | Frederiksberg  | Ep 34, 36              |
| Julie Klint                | 25    | København      | Trak Sig               |
| Sille Nielsen              | 53    | Stubbekøbing   | Ep 32                  |
| Michael Jakobsen           | 38    | Solrød Strand  | Ep 31                  |
| William Eduard             | 34    | Virum          | Ep 30                  |
| Cecilie Frydendahl         | 35    | Tureby         | Ep 29                  |
| René Tholander             | 55    | Asnæs          | Ep 27                  |
| Frank Ulstrand             | 50    | Brøndby Strand | Ep 26                  |
| Laurits Jensen Flytkjær    | 25    | Aarhus         | Ep 25                  |
| Kristian Sengeløv          | 32    | København      | Ep 24                  |
| Rikke Stjerne Møller       | 36    | Sæby           | Ep 23                  |
| Ulla Lynge Bergholdt       | 54    | Haderslev      | Ep 22                  |
| Kenneth Persson            | 42    | Vordingborg    | Ep 21                  |
| Ida Wad Clemensen          | 28    | København      | Ep 20                  |
| Gitte Rygaard              | 40    | Havdrup        | Ep 19                  |
| Natasha Milan              | 26    | Taastrup       | Ep 18                  |
| Judy Petersen              | 62    | Hvidovre       | Ep 17                  |
| Jeppe Skaarup              | 26    | København      | Ep 16                  |
| Louise Sørensen            | 38    | Holbæk         | Ep 15                  |
| Stine Borregaard           | 41    | Hvalsø         | Ep 14                  |
| Michael Strunk Kristiansen | 56    | Hundested      | Ep 13                  |
| Mads Bjørnkjær             | 26    | Aarhus N       | Ep 12                  |
| Charlotte Lily Egestorp    | 51    | Gentofte       | Ep 11                  |
| Nanna Borg Nielsen         | 21    | Aabenraa       | Ep 10                  |
| Belinda Frederiksen        | 26    | København      | Ep 9                   |
| Ole Henriksen              | 46    | Jelling        | Ep 8                   |
| Pia Schou Jønsson          | 52    | Faxe Ladeplads | Ep 7                   |
| Jeff Boalth                | 31    | Vanløse        | Ep 6                   |
| Jesper Agerbæk             | 34    | Hvidovre       | Ep 5                   |

## Masterchef Jul deltagere, 5. sæson (2019)
- Dommere: Thomas Castberg og Jesper Koch
- Vinder: Julia Ring Olsen
- Finalister: Jason Valentin Christensen og Danni Rask
- Antal afsnit: 12
- Antal deltagere: 12

Deltagere
| Navn                       | Alder | Fra           | Ud                  |
| -------------------------- | ----- | ------------- | ------------------- |
| Julia Ring Olsen           | 26    | København     | MASTERCHEF JUL 2019 |
| Jason Valentin Christensen | 32    | Vanløse       | Finalen             |
| Danni Rask                 | 32    | Odense        | Finalen             |
| Frederikke Grove           | 21    | Brædstrup     | Ep 11               |
| Henrik Melgaard            | 46    | Skødstrup     | Ep 10               |
| Nicolai Metner             | 37    | Roslev        | Ep 9                |
| Stephanie Staube Alemanno  | 26    | Aarhus        | Ep 8                |
| Stephanie Vedel            | 31    | Frederiksberg | Ep 7                |
| Marcus Busk Elmegaard      | 18    | Dragør        | Ep 5                |
| Rebekka Mikkelsen          | 26    | København     | Ep 4                |
| Kenneth Wilhjelm           | 52    | Kollerød      | Ep 2                |
| Catharina Maria Nordlien   | 31    | Risskov       | Ep 1                |

## Masterchef Danmarks Største Madtalenter deltagere, 6. sæson (2020)
- Dommere: Thomas Castberg, Jakob Mielcke og Jesper Koch
- Vinder: Sara Tiffany Schultz Giversen
- Finalister: Isabella Amorøe og Nanna Boje Carlsen
- Antal afsnit: 56
- Antal deltagere: 46

Deltagere
| Navn                           | Fra            | Ud              |
| ------------------------------ | -------------- | --------------- |
| Sara Tiffany Schultz Giversen  | København      | MASTERCHEF 2020 |
| Isabella Amorøe                | København      | Finalen         |
| Nanna Boje Carlsen             | Aalborg        | Finalen         |
| Zuzette Kraft                  | Holbæk         | Ep 55           |
| Kathrine Tardum Franzén Storm  | Espergærde     | Ep 54           |
| Nina Hede Madsen               | Amager         | Ep 53           |
| Morten Bournonville            | Trige          | Ep 52           |
| Mette Kristine Sloth           | København      | Ep 50           |
| Theis Wichmann-Astow           | København      | Ep 49           |
| Tobias Hogaard                 | Skødstrup      | Ep 48           |
| Peter Pagh                     | Odense         | Ep 46           |
| Emil Kier Sørensen             | Aarhus N       | Ep 45           |
| Natasha Larsen                 | Kongens Lyngby | Ep 44           |
| Mia Maja Frederiksen           | København      | Ep 42           |
| Anne Søndergaard               | Aalborg        | Ep 40           |
| Tania Sass Lindblad            | Silkeborg      | Ep 38           |
| Chelle Lilly Albøge Simonsen   | Slangerup      | Ep 35           |
| Gitte Esman                    | Silkeborg      | Ep 34           |
| Rikke Perriard                 | København      | Ep 32           |
| Sofie Kastberg                 | Sønderborg     | Ep 31           |
| Shøle Bananijarskaja Offenbach | Lillerød       | Ep 30           |
| Brian Guldberg Brillo          | Kastrup        | Ep 29           |
| Calle Nexø                     | Nyborg         | Ep 28           |
| Stine Arnholtz                 | Horsens        | Ep 27           |
| Bent Hjort Olsen               | Skævinge       | Ep 26           |
| Camilla Zanchetta Bertelsen    | Aarhus N       | Ep 25           |
| Mik Bøgh Carlsen               | København      | Ep 24           |
| Julie Roed Sørensen            | Randers        | Ep 23           |
| Michaël Beyer                  | Hvidovre       | Ep 22           |
| Kasper Bülow-Nielsen           | Valby          | Ep 21           |
| Nicolai Lüdeking               | Svenstrup J    | Ep 20           |
| Thomas Engelund                | Solrød Strand  | Ep 19           |
| Christian Guldhammer           | København      | Ep 18           |
| Stewart Holmes                 | København      | Ep 17           |
| Andreas Nygaard Pedersen       | Køge           | Ep 16           |
| Steffen Salerni                | København      | Ep 15           |
| Brian Brasholt                 | Hjørring       | Ep 14           |
| Sahar Nasser                   | Brønshøj       | Ep 13           |
| Troels Katholm                 | Horsens        | Ep 12           |
| Jane Hedemann Kristensen       | Aalborg        | Ep 11           |
| Andreas Smedegaard             | Lystrup        | Ep 10           |
| Bjarne Rossil                  | Næstved        | Ep 9            |
| Chris Eltved                   | Hjørring       | Ep 8            |
| Sys Bolm                       | Kongens Lyngby | Ep 7            |
| Patrick Jervild                | København      | Ep 6            |
| Torialy "Darvis" Darvis        | Horsens        | Ep 5            |

## Masterchef Jul deltagere, 6. sæson (2020)
- Dommere: Thomas Castberg, Jakob Mielcke og Jesper Koch
- Vinder: Morten Bournonville
- Finalister: Isabella Amorøe og Mia Maja Frederiksen
- Antal afsnit: 17
- Antal deltagere: 18

Deltagere
| Navn                           | Fra            | Ud                  |
| ------------------------------ | -------------- | ------------------- |
| Morten Bournonville            | Trige          | MASTERCHEF JUL 2020 |
| Isabella Amorøe                | København      | Finalen             |
| Mia Maja Frederiksen           | København      | Ep 9, Finalen       |
| Shøle Bananijarskaja Offenbach | Lillerød       | Ep 16               |
| Nina Hede Madsen               | Amager         | Ep 15               |
| Emil Kier Sørensen             | Aarhus N       | Ep 14               |
| Natasha Larsen                 | Kongens Lyngby | Ep 13               |
| Mette Kristine Sloth           | København      | Ep 12               |
| Anette Vainer                  | Gentofte       | Ep 10               |
| Ulla Lynge Bergholdt           | Haderslev      | Trak sig            |
| Troels Katholm                 | Horsens        | Ep 8                |
| Mik Bøgh Carlsen               | København      | Ep 7                |
| Zuzette Kraft                  | Holbæk         | Ep 6                |
| Nanna Boje Carlsen             | Aalborg        | Ep 5                |
| Torben Bjerregaard Jensen      | Frederiksberg  | Ep 4                |
| Peter Pagh                     | Odense         | Ep 3                |
| Mikkel Kirkeby Stellander      | Dalby Huse     | Ep 2                |
| Calle Nexø                     | Nyborg         | Ep 1                |

## Masterchef Danmarks Største Madtalenter deltagere, 7. sæson (2021)
- Dommere: Thomas Castberg, Jakob Mielcke, Jesper Koch og Dak Wichangoen
- Vinder: Rasmus Fisker
- Finalister: Thomas Vedsø Szygenda og Jesper Lauritsen
- Antal afsnit: 56
- Antal deltagere: 47
- Premiere: 1. februar 2021
- Netværk: TV3

Deltagere
| Navn                       | Fra            | Ud              |
| -------------------------- | -------------- | --------------- |
| Rasmus Fisker              | København      | MASTERCHEF 2021 |
| Thomas Vedsø Szygenda      | Hillerød       | Finalen         |
| Jesper Lauritsen           | Allerød        | Finalen         |
| Kennie Ørsted              | Christianshavn | Ep 55           |
| Malthe Mortensen           | København Ø    | Ep 53           |
| Anna Bartels               | København Ø    | Ep 53           |
| Maj Nielsen                | Klitmøller     | Ep 52           |
| Mogens Frimann             | Aalborg        | Ep 33,50        |
| Bianca Kathrine Rasmussen  | Tappernøje     | Ep 49           |
| Sandra Toft                | Odense         | Ep 48           |
| Tobias Wenzel Tøttenborg   | København NV   | Ep 46           |
| Lidia Bielawski Kildentoft | Hammersholt    | Ep 45           |
| Mia Bundgaard              | Aalborg        | Ep 44           |
| Henrik Solkær              | Roskilde       | Ep 42           |
| Julie Høyer Rasmussen      | Fløng          | Ep 40           |
| Kenneth Holst              | Herlev         | Ep 38           |
| Daniel Vitagliano          | København SV   | Ep 35           |
| Martin Maibom              | Aalborg        | Ep 34           |
| Cecilie Folvig             | Hvidovre       | Ep 32           |
| Daniel Bitz Alstrøm        | København      | Ep 31           |
| Susanne T. Christensen     | Kolding        | Ep 30           |
| Michelle Mark Nielsen      | Greve          | Ep 29           |
| Anette Søstrøm Asmussen    | Tranbjerg      | Ep 28           |
| Anders Kring               | Harlev         | Ep 27           |
| Thomas Tranegaard Nielsen  | Sorring        | Ep 26           |
| Maja Rosa Siciliano        | København      | Ep 25           |
| Pernille Christensen       | Roskilde       | Ep 24           |
| Trine Møller Pedersen      | København V    | Ep 23           |
| Nicolaj Pedersen           | Hillerød       | Ep 22           |
| Rikke Frederiksen          | Silkeborg      | Ep 21           |
| Martin Eggers              | Stubbekøbing   | Ep 20           |
| Louise Lee Sundgaard       | Værløse        | Ep 19           |
| Anja Emdorf                | Solrød Strand  | Ep 18           |
| Andrea Sofie Nielsen       | København      | Ep 17           |
| Lam Thi Hong Le            | København      | Ep 16           |
| Amanda Stoltze             | Gislinge       | Ep 15           |
| Kim Kejser Hansen          | Kerteminde     | Ep 14           |
| Christoffer Holm           | Birkerød       | Ep 13           |
| Anja Enggren               | Allerød        | Ep 12           |
| Sebastian Muninn Storm     | Odense         | Ep 11           |
| Per Kamper Sevel           | Maribo         | Ep 10           |
| Malou Erlandsen            | Frederiksberg  | Ep 9            |
| Mette West                 | Aarhus C       | Ep 8            |
| Carsten Lundqvist          | Bagsværd       | Ep 7            |
| Lou El-Hallak              | Hvidovre       | Ep 6            |
| Josefine Jul Nielsen       | Greve          | Ep 5            |
| Christoffer Clausen        | Haarby         | Ep 5            |

## Masterchef Jul deltagere, sæson 7 (2021)
- Dommere: Thomas Castberg, Jakob Mielcke, Jesper Koch og Dak Wichangoen
- Vinder: Thomas Vedsø Szygenda
- Finalister: Lidia Bielawski Kildentoft og Julie Høyer Rasmussen
- Antal afsnit: 17
- Antal deltagere: 18

Deltagere
| Navn                       | Fra            | Ud                  |
| -------------------------- | -------------- | ------------------- |
| Thomas Vedsø Szygenda      | Hillerød       | MASTERCHEF JUL 2021 |
| Lidia Bielawski Kildentoft | Hammersholt    | Finalen             |
| Julie Høyer Rasmussen      | Fløng          | Finalen             |
| Kennie Ørsted              | Christianshavn | Ep 16               |
| Rasmus Fisker              | København      | Ep 15               |
| Malthe Mortensen           | København Ø    | Ep 14               |
| Elisabeth Nielsen          | Thisted        | Ep 6, 13            |
| Sandra Toft                | Odense         | Ep 12               |
| Mogens Frimann             | Aalborg        | Ep 10               |
| Tobias Wenzel Tøttenborg   | København NV   | Trak sig            |
| Louise Lee Sundgaard       | Værløse        | Ep 9                |
| Kenneth Holst              | Herlev         | Ep 8                |
| Jeanette Sørensen          | Vejle          | Ep 7                |
| Sofie Kastberg             | Sønderborg     | Ep 5                |
| Henrik Solkær              | Roskilde       | Ep 4                |
| Tobias Hogaard             | Skødstrup      | Ep 3                |
| Jesper Lauritsen           | Allerød        | Ep 2                |
| Anne Louise Laugesen       | Valby          | Ep 1                |

## Masterchef Danmarks Største Madtalenter deltagere, 8. sæson (2022)
- Dommere: Thomas Castberg, Jakob Mielcke, Jesper Koch og Dak Wichangoen
- Vinder: Lone Hummelshøj Landsy
- Finalister: Andrea Kawamura og Frederik Puch Holm-Larsen
- Antal afsnit: 56
- Antal deltagere: 44
- Premiere: 31. januar 2022
- Netværk: TV3
- Præmie: 100.000 kr.

Deltagere
| Navn                       | Alder | Fra               | Ud              |
| -------------------------- | ----- | ----------------- | --------------- |
| Lone Hummelshøj Landsy     | 44    | Måløv             | MASTERCHEF 2022 |
| Andrea Kawamura            |       | Østerbro          | Finalen         |
| Frederik Puch Holm-Larsen  | 23    | Kongens Lyngby    | Finalen         |
| Vivi Fredslund Krogh       | 39    | Ulstrup           | Ep 55           |
| Helle Barrington           |       | Nørrebro          | Trak sig        |
| Anja Pagh Haahr Andersen   |       | Frederiksværk     | Ep 53           |
| Alexander Lilja            |       | Nørrebro          | Ep 52           |
| Torben Bloksgaard          | 46    | Aarhus            | Ep 50           |
| Morten Munksgaard          |       | København NV      | Ep 49           |
| Anders Cort Rasmussen      | 19    | Dragør            | Ep 48           |
| Sebastian Pilgaard Laursen |       | Østerbro          | Ep 46           |
| Henrik Rømer               |       | Rønnede           | Ep 45           |
| Joy Collin Høgholt         |       | Frederikssund     | Ep 44           |
| Esben Lindell              |       | Frederiksberg     | Ep 42           |
| Philip Frydendal           |       | Fredensborg       | Ep 40           |
| Rebekka Brokman            |       | Lemvig            | Ep 38           |
| Phuong Vo Sonne            |       | Stenløse          | Ep 36           |
| Marie-Louise Jørgensen     |       | Odense            | Ep 35           |
| Pernille Kjær              |       | Snejbjerg         | Ep 32           |
| Gitte Bryde                |       | Ansager           | Ep 30           |
| Agnete G. Hjøllund         | 20    | Borre             | Ep 29           |
| Niclas Nyegaard            |       | Odense            | Ep 28           |
| Lorita Basile              |       | Skive             | Ep 27           |
| Ann Callesen               |       | Odense            | Ep 26           |
| Malthe Werge Villadsen     | 28    | Frederiksberg     | Ep 25           |
| Hannah Ritter              |       | Nørrebro          | Ep 24           |
| Fatme Megahid              |       | København NV      | Ep 23           |
| Robin Olsson               |       | København SV      | Ep 22*          |
| Nathalia Jakobsen          |       | København Ø       | Ep 21           |
| Christian Alberg           |       | Vanløse           | Ep 20           |
| Mathilde Andrea Riber      |       | Kastrup           | Ep 19           |
| Mohamed El-Ali             |       | Korsør            | Ep 18           |
| Thomas Bredahl Damm        |       | Vallensbæk Strand | Ep 17           |
| Mille Lundfald             |       | København         | Ep 16           |
| Emilie Rohde               | 25    | Nykøbing Mors     | Ep 15           |
| Martin Pihl Andersen       |       | Søborg            | Ep 14           |
| Yalcin Demirkiran          |       | København         | Ep 13           |
| Kasper Nielsen             |       | Gråsten           | Ep 12           |
| Marie Trappaud             |       | Farum             | Ep 11           |
| Frederik Wielsøe           |       | Vanløse           | Ep 10           |
| Brice Groyer               |       | København         | Ep 9            |
| Mads Kvejborg              |       | Aarhus            | Ep 8            |
| Mai Falk Mikkelsen         |       | Rødovre           | Ep 7            |
| Josephine Marcher          |       | Helsingør         | Ep 5            |

- Afsnit 22 blev ikke vist på TV af respekt for situationen i Ukraine, da temaet var madkulturen i Rusland.

## Masterchef De Unge Talenter deltagere, 1. sæson (2022)
- Dommere: Thomas Castberg, Jakob Mielcke og Dak Wichangoen
- Vinder: Gustav Mørk
- Finalister: Ask og Lauritz
- Antal afsnit: 10
- Antal deltagere: 12
- Premiere: 25. august 2022
- Netværk: TV3
- Præmie: 10.000 kr.

Deltagere
| Navn        | Alder | Fra           | Ud                               |
| ----------- | ----- | ------------- | -------------------------------- |
| Gustav Mørk | 17    | København     | MASTERCHEF DE UNGE TALENTER 2022 |
| Ask         | 16    | Skødstrup     | Finalen                          |
| Lauritz     | 13    | Sorø          | Finalen                          |
| Laura       | 15    | Fredericia    | Ep 9                             |
| Aksel       | 15    | København     | Ep 8                             |
| Noah        | 15    | Ikast         | Ep 7                             |
| Katinka     | 14    | Nyborg        | Ep 6                             |
| Rebecka     | 14    | Nykøbing Mors | Ep 5                             |
| William     | 14    | Greve         | Ep 4                             |
| Celina      | 14    | Silkeborg     | Ep 3                             |
| Theodor     | 14    | Hørsholm      | Ep 2                             |
| Andrea      | 16    | Albertslund   | Ep 2                             |

## Masterchef Jul deltagere, 8. sæson (2022)
- Dommere: Thomas Castberg, Jakob Mielcke, Jesper Koch og Dak Wichangoen
- Vinder: Jacob Lionett
- Finalister: Andrea Kawamura og Rebekka Brokman
- Antal afsnit: 16
- Antal deltagere: 18
- Premiere: 14. november 2022
- Netværk: TV3
- Præmie: 100.000 kr.

Deltagere
| Navn                       | Alder | Fra            | Ud                  |
| -------------------------- | ----- | -------------- | ------------------- |
| Jacob Lionett              | 37    | Randers        | MASTERCHEF JUL 2022 |
| Andrea Kawamura            |       | Østerbro       | Finalen             |
| Rebekka Brokman            |       | Lemvig         | Finalen             |
| Kasper Nielsen             |       | Gråsten        | Ep 15               |
| Anders Cort Rasmussen      | 19    | Dragør         | Ep 14               |
| Vivi Fredslund Krogh       | 39    | Ulstrup        | Ep 13               |
| Philip Frydendal           |       | Fredensborg    | Ep 12               |
| Tania Sass Lindblad        |       | Silkeborg      | Ep 11               |
| Sebastian Muninn Storm     |       | Odense         | Ep 10               |
| Annie Alinas               | 29    | Frederiksberg  | Ep 9                |
| Helle Barrington           |       | Nørrebro       | Ep 8                |
| Sebastian Pilgaard Laursen |       | Østerbro       | Ep 7                |
| Marie-Louise Jørgensen     |       | Odense         | Ep 6                |
| Morten Munksgaard          |       | København NV   | Ep 5                |
| Frederik Puch Holm-Larsen  | 23    | Kongens Lyngby | Ep 4                |
| Esben Lindell              |       | Frederiksberg  | Ep 3                |
| Kim Kejser Hansen          |       | Kerteminde     | Ep 2                |
| Martin Maibom              | 27    | Aalborg        | Ep 1                |

## Masterchef Danmarks Største Madtalenter deltagere, 9. sæson (2023)
- Dommere: Thomas Castberg, Jakob Mielcke, Jesper Koch og Dak Wichangoen
- Vinder: Morten Rosengaard Jensen
- Finalister: Anders Jørgensen og Camilla Thorenfeldt
- Antal afsnit: 56
- Antal deltagere: 50
- Premiere: 30. januar 2023
- Netværk: TV3
- Præmie: 100.000 kr.

Deltagere
| Navn                           | Beskæftigelse                | Fra           | Ud              |
| ------------------------------ | ---------------------------- | ------------- | --------------- |
| Morten Rosengaard Jensen       | Speciallærer                 | Rødovre       | MASTERCHEF 2023 |
| Anders Jørgensen               | Journalist                   | København S   | Finalen         |
| Camilla Thorenfeldt            | Praktikkoordinator           | Fanø          | Finalen         |
| Alberte Højlund                | Omsorgsmedhjælper            | Horsens       | Ep 55           |
| Rebecca Cecilie Hardam Gandø   | Bager                        | Grimstrup     | Ep 54           |
| Karin Brinks Melbye            | Grafisk designer             | Dronninglund  | Ep 53           |
| Luna Krukiewicz Røntved        | Butikselev                   | København     | Ep 52           |
| Vicky Hoffbeck Linde Willeberg | Print designer               | Værløse       | Ep 24, 50       |
| Michella Evers                 | PA og marketingskonsulent    | Glostrup      | Ep 49           |
| Julie Høg Bjerresgaard Jensen  | Restaurantchef               | Aarhus        | Ep 46           |
| Ibtisam Said Jama Mohamed      | Bolig og socialmedarbejder   | Brønshøj      | Trak sig        |
| Rikke Gandløse Sørensen        | Digital marketing specialist | København V   | Ep 45           |
| Stefan Eggert Bojesen Koefoed  | Civilingeniør                | København     | Ep 44           |
| Jacob Herløv Heckmann          | Lokomotivfører               | Fredericia    | Ep 42           |
| Thomas Krøl Larsen             | Karrosseritekniker           | Kastrup       | Ep 40           |
| Lotte Markussen                | Vagtplanlægger i psykiatrien | Nibe          | Ep 38           |
| Asbjørn Johansen Lok           | Studerende                   | Slagelse      | Ep 20, 36       |
| Preben Andersen                | Salgskonsulent               | Farum         | Trak sig        |
| Henning Petersen               | Økonomikonsulent             | København Ø   | Ep 35           |
| Simon Karlin                   | Ph.d. studerende             | Brønshøj      | Trak sig        |
| Anne Qvist                     | Selvstændig akupunktør       | Ringkøbing    | Ep 32           |
| Omran Badr                     | Selvstændig iværksætter      | Aarhus C      | Ep 31           |
| Nicolai Smidt                  | Landmand                     | Odense        | Ep 30           |
| Martin Kyndi                   | Sales manager                | København Ø   | Ep 29           |
| Klaus Larsen                   | Skolelærer                   | Ballerup      | Ep 28           |
| Martin Wiese Lyngholm          | Selvstændig                  | Aarhus        | Ep 26           |
| Torben Zefting                 | Socialpædagogstuderende      | Aalborg       | Ep 25           |
| Bettina Ottesen                | Projektleder                 | Aarhus C      | Trak sig        |
| Chris Gade                     | Distriktschef                | Skærbæk       | Ep 23           |
| Lau Møller                     | Forsikringsrådgiver          | Bredebro      | Ep 22           |
| Nanna Stenfeldt                | Folkeskolelærer              | Kokkedal      | Ep 21           |
| Morten Oliver Andersen         | Kemiingeniør                 | Aarhus C      | Ep 19           |
| Tina Lindstam                  | Art director                 | Værløse       | Ep 18           |
| Maja Lyngsø                    | Lærerstuderende              | Aarhus        | Ep 17           |
| Louise Justesen                | Forsikringsrådgiver          | Holstebro     | Ep 16           |
| Sebastian August Bækgaard      | Vurderingsekspert            | København NV  | Ep 15           |
| Henrik Byrgiel                 | Seniorkonsulent              | Hvidovre      | Ep 14           |
| Nanna Nakel Fredsgaard         | Studerende                   | Aalborg       | Ep 13           |
| Graeme Møberg Cooper           | VVS montør                   | Hadsten       | Ep 12           |
| Lasse Jonas Lund Jensen        | Socialpædagog                | Roskilde      | Ep 11           |
| Nicolai Tauber Harbo Hansen    | HF studerende                | Gentofte      | Ep 10           |
| Isabel Dominguez               | Art director                 | København Ø   | Ep 9            |
| Casper Josiassen               | Murersvend                   | Esbjerg V     | Ep 8            |
| Claus Skærlund-Dall            | Coach                        | Herning       | Ep 7            |
| Torben                         |                              | Styding       | Ep 6            |
| Mette Mørck Nielsen            | Regnskabskonsulent           | Hårlev        | Ep 5            |
| Kasper Mikkelsen               | Sælger                       | København S   | Ep 4            |
| Anita Hansen                   | Folkeskolelærer              | Herfølge      | Ep 3            |
| Kresten Hougaard               | Administrerende direktør     | Swieqi, Malta | Ep 2            |
| Camilla Juul Jacobsen          | Social og sundhedsassistent  | Karlslunde    | Ep 1            |

## Masterchef Danmarks Største Madtalenter deltagere, 10. sæson (2024)
- Dommere: Thomas Castberg, Jakob Mielcke, Jesper Koch og Dak Wichangoen
- Vinder: Tina Johanne Bugge
- Finalister: Anna Deelman og Anne Katrine Hounisen
- Antal afsnit: 56
- Antal deltagere: 36 (20 hvide forklæder, 16 grå forklæder, som endte med 32 "rigtige" deltagere)
- Premiere: 8. januar 2024
- Finale: 11. april 2024
- Netværk: TV3
- Præmie: 100.000 kr.

Deltagere
| Navn                               | Alder | Beskæftigelse         | Fra           | Ud              |
| ---------------------------------- | ----- | --------------------- | ------------- | --------------- |
| Tina Johanne Bugge                 | 46    |                       | Hundstrup     | MASTERCHEF 2024 |
| Anna Deelman                       | 23    | Projektleder          | København     | Finalen         |
| Anne Katrine Hounisen              | 34    | Makeup artist         | Vesterbro     | Finalen         |
| Mikkel Raun Hagbarth               | 33    |                       | Vordingborg   | Ep 55           |
| Malene Hultén                      | 33    |                       | Viborg        | Ep 54           |
| Katrine Ellegaard Nohr Møller      | 34    |                       | Vesterbro     | Ep 53           |
| Jessica Rasmussen                  | 28    |                       | Hjørring      | Ep 52           |
| Emil Sennahøj                      | 29    |                       | Køge          | Ep 50           |
| Laura Hanfgarn                     | 24    |                       | Frederiksberg | Ep 49           |
| Emma Asta Sofia Toftegaard Nielsen | 20    |                       | Esbjerg       | Ep 44           |
| Michael Hansen                     | 31    |                       | København     | Ep 43           |
| Christian Fristrup                 | 30    |                       | Støvring      | Ep 42           |
| Sara Emanuela Saltari Bertelsen    | 44    |                       | Frederiksberg | Ep 40           |
| Celina Madsen                      | 24    |                       | Kolding       | Ep 39           |
| Emil Christensen                   | 26    |                       | Dybvad        | Ep 38           |
| Nicholas Dailey                    | 31    |                       | København     | Ep 35           |
| Nicolaj Alexander Haugaard Bang    | 31    |                       | Hjortshøj     | Ep 33           |
| Abdul Manan Mohammad               | 41    |                       | Odense        | Ep 32           |
| Sandy Stammis                      | 46    | Madmor på børnehjem   | Højby         | Ep 31           |
| Bente Thomasen                     | 39    |                       | Uldum         | Ep 29           |
| Gitte Bang                         | 53    | Socialpædagog         | Helsingør     | Ep 28           |
| Silja Ljungstrøm                   | 22    |                       | Aarhus        | Ep 26           |
| Pia Heine                          | 44    |                       | Aabybro       | Ep 24           |
| Anders Holmer                      | 46    |                       | Hørning       | Ep 23           |
| Kasper Hansen                      | 31    |                       | Dronninglund  | Ep 21           |
| Nikolai Nørnberg Nielsen           | 39    |                       | Pandrup       | Ep 19           |
| Alia Juriah                        | 37    |                       | Valby         | Ep 18           |
| Karina Eggert Madsen               | 32    |                       | Hedehusene    | Ep 16           |
| Peter Kjøller                      | 65    |                       | Valby         | Ep 14           |
| Frederikke Mikkelsen               | 25    |                       | Silkeborg     | Ep 12           |
| Selçuk Yidiri                      | 37    | Selvstændig konsulent | København     | Ep 9            |
| Henrik Wilken Ankerstjerne         | 60    | IT-konsulent          | Gentofte      | (Bootcamp)      |

## Masterchef Danmarks Største Madtalenter deltagere, 11. sæson (2025)
- Dommere: Jakob Mielcke, Jesper Koch og Dak Wichangoen
- Vinder: Christian Jensen Damgaard
- Finalister: Charlotte Højberg & Jesper Prang Sørensen
- Antal afsnit: 56
- Antal deltagere: 42
- Premiere: 26. januar 2025
- Finale: 1. maj 2025
- Netværk: TV3
- Præmie: 100.000 kr.

Deltagere
| Navn                             | Alder | Beskæftigelse | Fra             | Ud              |
| -------------------------------- | ----- | ------------- | --------------- | --------------- |
| Christian Jensen Damgaard        | 29    |               | Aalborg         | MASTERCHEF 2025 |
| Charlotte Højberg                | 30    |               | Herning         | Finalen         |
| Jesper Prang Sørensen            | 46    |               | Holstebro       | Finalen         |
| Alexander                        | 23    |               | Aalborg         |                 |
| Amalie B. Krogsøe                | 27    |               | Aarhus C        |                 |
| Anders Koblauch Biehl            | 40    |               | Dragør          |                 |
| Anna Salling Maach               | 33    |               | Aalborg         |                 |
| Anna Skouenborg Hansen           | 27    |               | Vesterbro       |                 |
| Asger Madsen                     | 50    |               | Holbæk          |                 |
| Caspar                           | 32    |               | Aalborg         |                 |
| Cecilie Bæch                     | 27    |               | Hobro           |                 |
| Celine Overgaard Frost           | 26    |               | Struer          |                 |
| Charlotte Hornbøll               | 56    |               | Kongens Enghave |                 |
| Christian Møller Thorup          | 26    |               | Billund         |                 |
| Daniel Fogh                      | 44    |               | Rødovre         |                 |
| Emma C.                          | 23    |               | Sydhavnen       |                 |
| Emma Krause                      | 26    |               | Aarhus          |                 |
| Frederik                         | 28    |               | Valby           |                 |
| Hanna                            | 35    |               | Østerbro        |                 |
| Helmer H. Høgsbro                | 28    |               | Nørrebro        |                 |
| Henrik                           | 58    |               | Gentofte        |                 |
| Jack Skaarup Munn                | 30    |               | København       |                 |
| Jakob                            | 34    |               | Åbyhøj          |                 |
| Jan                              | 56    |               | Frederiksberg   |                 |
| Jonas Lund                       | 36    |               | Charlottenlund  |                 |
| Jonas S.                         | 34    |               | København       |                 |
| Julie B. Aamand                  | 22    |               | Vojens          |                 |
| Kasper A.                        | 28    |               | Aalborg         |                 |
| Kasper Schaadt Hansen            | 27    |               | Herning         |                 |
| Liff                             | 64    |               | Valby           |                 |
| Liselotte "Lotte" Tolsgaard      | 59    |               | Vejle           |                 |
| Louise                           | 47    |               | Herlev          |                 |
| Malina                           | 22    |               | Holbæk          |                 |
| Mike Ravn Jensen                 | 33    |               | København       |                 |
| Natasja Kildahl Holm-Christensen | 27    |               | Korsør          |                 |
| Oleander Kanstrup                | 29    |               | Aarhus          |                 |
| Rasmus                           | 24    |               | Hvidovre        |                 |
| Sara Louise Sørensen Lange       | 25    |               | Aarhus          |                 |
| Søren Willadsen                  | 57    |               | Fanø            |                 |
| Susanne                          | 53    |               | Vemmelev        |                 |
| Sutha Kanan                      | 36    |               | Aarhus C        |                 |
| Sune Gudmundsson                 | 37    |               | København       |                 |